# Dinotrema subconnexum
Dinotrema subconnexum är en stekelart som beskrevs av Vladimir Ivanovich Tobias 2007. Dinotrema subconnexum ingår i släktet Dinotrema och familjen bracksteklar. Inga underarter finns listade i Catalogue of Life.